# Бон ла Роланд
Бон ла Роланд (фр. Beaune-la-Rolande) насеље је и општина у централној Француској у региону Центар (регион), у департману Лоаре која припада префектури Питивје.
По подацима из 2011. године у општини је живело 1997 становника, а густина насељености је износила 97,18 становника/km². Општина се простире на површини од 20,55 km². Налази се на средњој надморској висини од 109 метара (максималној 119 m, а минималној 91 m).

## Демографија
| 1962. | 1968. | 1975. | 1982. | 1990. | 1999. | 2011. |
| ----- | ----- | ----- | ----- | ----- | ----- | ----- |
| 1.758 | 1.792 | 1.929 | 1.928 | 1.877 | 2.102 | 1.997 |

График промене броја становника у току последњих година